# Juncus cephalostigma
Juncus cephalostigma är en tågväxtart som beskrevs av Gunnar Samuelsson. Juncus cephalostigma ingår i släktet tåg, och familjen tågväxter. Inga underarter finns listade i Catalogue of Life.